# You Can't Believe Everything
You Can't Believe Everything er en amerikansk stumfilm fra 1918 af Jack Conway.

## Medvirkende
- Gloria Swanson - Patricia Reynolds
- Darrell Foss - Arthur Kirby
- Jack Richardson - Hasty Carson
- Edward Peil Sr. -  Jim Wheeler
- George Hernandez - Henry Pettit
- Iris Ashton - Amy Powellson
- James R. Cope - Club Danforth
- Claire McDowell - Grace Dardley
- Grover Franke - Ferdinand Thatcher
- Kitty Bradbury - Powellson
- Bliss Chevalier - Morton Danforth